# سهل صيدا
سهل صيدا، وهو سهل ساحلي لبناني يشرف على شرق البحر المتوسط، وينحصر بين مصب نهر الأولي شمالاً، و نهر سينيق جنوباً.

## المساحة
يبلغ طول سهل صيدا 6325 متراً، أما العرض فيختلف من منطقة إلى أخرى، فهو ضيق في الشمال والجنوب 1200 متر، ومتسع في الوسط حيث يصل إلى 1825 متراً.

ويتميز سهل صيدا بقلة الارتفاع عن سطح البحر حيث يقع معظمه دون خط الارتفاع 30 متراً.

## التربة
وتنتشر فوق أرضية السهل فرشات من الرواسب الرملية والحصوية، وبعض الكثبان الرملية، وبقايا المدرجات البحرية.

## مزروعاته
يشتهر السهل بزراعة الحمضيات، والموز.